# 诺韦拉 (特伦托自治省)
诺韦拉（義大利語：Novella），是意大利特伦蒂诺-上阿迪杰大区特倫托自治省的市镇。市镇面积为46.59平方公里，2022年人口数量为3,584人。
该市镇是在2020年1月1日由布雷兹、卡尼奥、克洛兹、雷沃和罗马洛五个市镇合并而成的。